# Uttarakhand
Uttarakhand (sanskrit "det nordliga landet", 2000–2006 Uttaranchal) är en delstat i norra Indien, bildad 2000 som en utbrytning ur Uttar Pradesh efter oroligheter och protester mot styret i denna delstat. Missnöjet berodde främst på att lägre kaster hade stort inflytande i Uttar Pradesh, medan rajputkasten, och i viss mån brahminer, dominerade i det som blev den nya delstaten Uttarakhand. Även språkfrågan var kontroversiell; medan hindi dominerar i Uttar Pradesh talar befolkningen i Uttarakhand främst garhwali och kumaoni. Uttarakhand är det traditionella namnet för Himalayas indiska utlöpare, och användes också som namn på separatiströrelsen.

## Administrativ indelning
Uttarakhand är indelat i två administrativa delar, Garhwal och Kumaon. Dessa är i sin tur indelade i totalt 13 distrikt.
| Divisioner | Distrikt                                                                                   | Karta  |
| ---------- | ------------------------------------------------------------------------------------------ | ------ |
| Garhwal    | - Chamoli - Dehradun - Haridwar - Pauri Garhwal - Rudraprayag - Tehri Garhwal - Uttarkashi | Center |
| Kumaon     | - Almora - Bageshwar - Champawat - Nainital - Pithoragarh - Udham Singh Nagar              | Center |

## Geografi
Delstaten består av tre geografiska regioner: Högbergsområdet, högplatån och Terai, den sistnämnda är slättland, med 12 % av ytan. 11,5 % av arealen är åkermark.
Högbergsområdet, som utgörs av Himalayas södra utlöpare inkluderar bergstoppar som Nanda Devi, Kedarnath och Trishul, samt glaciärer som Gangotri och Pindari.
Stora floder i Uttarakhand är bland andra Ganges och Yamuna.

## Kultur
Delstatens befolkning skiljer sig delvis från övriga omkringliggande hindibältet genom kasttillhörighet och språk. I denna delstat är ungefär en fjärdedel khasirajputer, en fjärdedel tillhöriga urbefolkningarna (scheduled tribes) Kol och Dom, en sjättedel khasibrahminer, en sjättedel bhotia och övriga scheduled castes (lågkastiga), en tolftedel brahminer från andra delar av Indien och slutligen en tolftedel av rajputer från andra delar av Indien.
Språksom talas är bland andra garhwali, kumaoni, hindi och tibetohimalayiska dialekter.

## Samhälle
Dalgångarna är tätbefolkade, medan de stora bergsområdena är glest befolkade. Förutom kast- och språkfrågorna har skogsbruket skapat kontroverser. Lokalbefolkningen har ansett att skogsbolag från andra delar av Indien ägnar sig åt rovdrift för att sedan ta hem vinsterna från delstaten.
Befolkningen är mestadels hinduer eller buddhister. Sikhiska immigranter från Punjab har kommit efter självständigheten 1947. Vissa muslimska grupper har också migrerat till Uttarakhand under senare tid.
72,3 % av befolkningen är läskunnig, varav 84,0 % av männen och 60,3 % av kvinnorna.

## Ekonomi
Industrialiseringsgraden är låg och skogsbruket viktigt. Stora mängder vattenkraft produceras. Bhotiafolket i Himalaya har traditionellt ägnat sig åt handel med resor till omkringliggande regioner.